# Psilalcis eupinara
Psilalcis eupinara là một loài bướm đêm trong họ Geometridae.